# Scinax cretatus
Scinax cretatus es una especie de anfibio anuro de la familia Hylidae.

## Distribución geográfica
Esta especie es endémica de Brasil. Se encuentra en la Restinga a lo largo de la costa de Paraíba, Alagoas, Sergipe y el estado de Bahía.

## Publicación original
- Nunes & Pombal, 2011: A new snouted treefrog of the speciose genus Scinax Wagler (Anura, Hylidae) from northeastern Brazil. Herpetologica, vol. 67, n.º 1, p. 80-88[3]